# Csákberény, Fejér
Csákberény  este un sat în districtul Mór, județul Fejér, Ungaria, având o populație de 1.224 de locuitori (2011). 

## Demografie
Componența etnică a satului Csákberény
     Maghiari (96,2%)
     Germani (2,5%)
     Necunoscut (0,83%)
     Croați (0,46%)
     Alții (0,83%)
Componența confesională a satului Csákberény
     Reformați (32,84%)
     Fără religie (7,6%)
     Necunoscută (58,74%)
     Alte religii (1,88%)
Conform recensământului din 2011, satul Csákberény avea 1.224 de locuitori. Din punct de vedere etnic, majoritatea locuitorilor (96,2%) erau maghiari, cu o minoritate de germani (2,5%). Apartenența etnică nu este cunoscută în cazul a 0,83% din locuitori. Nu există o religie majoritară, locuitorii fiind reformați (32,84%) și persoane fără religie (7,6%). Pentru 58,74% din locuitori nu este cunoscută apartenența confesională.